# یوسوکه هوشینو
یوسوکه هوشینو (انگلیسی: Yusuke Hoshino؛ زادهٔ ۱۲ مهٔ ۱۹۹۲) بازیکن فوتبال اهل ژاپن است.